# Harrison (namn)
Harrison är ett engelskt efternamn som även används som förnamn. Det är ursprungligen ett patronymikon med betydelsen Harrys son.

## Personer med efternamnet Harrison

### A
- Albert Galliton Harrison (1800–1839), amerikansk politiker, demokrat, kongressrepresentant för Missouri
- Albertis Harrison (1907–1995), amerikansk politiker, demokrat, guvernör i Virginia
- Alvin Harrison (född 1974), amerikansk löpare
- Anna Harrison (1775–1864), hustru till amerikanske presidenten William Henry Harrison
- Audley Harrison (född 1971), brittisk boxare

### B
- Banashri Bose Harrison (född 1956), indisk diplomat
- Benjamin Harrison (1833–1901), amerikansk advokat, militär och politiker (republikan), USA:s president 1889–1893
- Benjamin Harrison V (1726–1796), amerikansk politiker
- Blake Harrison (född 1985), brittisk skådespelare

### C
- Calvin Harrison (född 1974), amerikansk löpare
- Caroline Harrison (1832–1892),hustru till amerikanske presidenten Benjamin Harrison
- Chris Harrison (född 1971), amerikansk TV-programledare
- Christian Harrison (född 1994), amerikansk tennisspelare
- Claude L. Harrison (1886–1986), kanadensisk politiker
- Clifford Harrison (1927–1988), amerikansk ishockeyspelare
- Craig Harrison (född 1942), nyzeeländsk författare

### D
- Dhani Harrison (född 1978), brittisk musiker
- Dick Harrison(född 1966), svensk historiker och författare

### E
- Edward R. Harrison (1919–2007), brittisk fysiker och astronom

### F
- Francis B. Harrison (1873–1957), amerikansk politiker, demokrat, kongressrepresentant för New York, generalguvernör för Filippinerna
- Frederic Harrison (1831–1923), rittisk författare och filosof

### G
- Gavin Harrison (född 1963), brittisk trumslagare
- George Harrison (1943–2001), brittisk musiker, gitarrist, sångare, låtskrivare och producent
- George Harrison (simmare) (1939–2011), amerikansk simmare

### H
- Hank Harrison (född 1941), amerikansk författare
- Harry Harrison (1925–2012), amerikansk sciene fiction-författare
- Henry Baldwin Harrison(1821–1901), amerikansk politiker, republikan, guvernör i Connecticut

### J
- Jack Harrison (född 1996), engelsk fotbollsspelare
- Jane Irwin Harrison (1804–1846), amerikansk presidenthustru
- Jay Harrison (född 1982), kanadensisk ishockeyspelare
- Jenilee Harrison (född 1959), amerikansk skådespelare
- Jenny Harrison , amerikansk matematiker
- Jerry Harrison (född 1949), amerikansk musiker
- Jessica Harrison (född 1977), engelsk-fransk triathlet
- Joan Harrison (simmare) (född 1935), sydafrikansk simmare
- John Harrison (1693–1776), engelsk kronometerkontruktör
- John Scott Harrison (1804–1878), amerikansk politiker, whig, kongressrepresentant för Ohio

### K
- Kayla Harrison (född 1990), amerikansk judo- och MMA-utövare
- Kendra Harrison (född 1992), amerikansk häcklöpare
- Ken Harrison  (aktiv sedan 1987), amerikansk kompositör av filmmusik
- Kenny Harrison (född 1965), amerikansk trestegshoppare
- Kree Harrison (född 1990), amerikansk sångerska

### L
- Lee Harrison (född 1971), engelsk fotbollsmålvakt
- Lisi Harrison (född 1970), kanadensisk författare

### M
- M. John Harrison (född 1945), engelsk författare

### N
- Noel Harrison (1934–2013), brittisk sångare, skådespelare och idrottsman

### P
- Pat Harrison (1881–1941), amerikansk politiker, demokrat, kongressrepresentant och senaotor för Mississippi
- Phil Harrison, amerikansk företagsledare

### R
- Raymond Harrison (född 1929), brittisk fäktare
- Rex Harrison (1908–1990), brittisk skådespelare
- Rich Harrison (född 1975), amerikansk musikproducent
- Richard Harrison (född 1936), amerikansk skådespelare
- Rick Harrison (född 1965), amerikansk affärsman och TV-personlighet
- Robert Harrison (1905–1978), amerikansk tidningsutgivare
- Ross Granville Harrison (1870–1959), amerikansk zoolog

### S
- Schae Harrison (född 1962), amerikansk skådespelare

### T
- Thomas Harrison (1606–1660), engelsk militär och politiker
- Thomas Alexander Harrison (1853–1930), amerikansk målare

### W
- Wallace Harrison (1895–1981), amerikansk arkitekt
- William Henry Harrison (1773–1841), amerikansk general och politiker, whig, USA:s president mars–april 1841

## Personer med förnamnet Harrison (urval)
- Harrison Barnes
- Harrison Birtwistle
- Harrison Dillard
- Harrison Ford (född 1942), amerikansk skådespelare
- Harrison Reed (1813–1899), amerikansk politiker
- Harrison Reed (född 1988), kanadensisk ishockeyspelare
- Harrison Reed (född 1995), engelsk fotbollsspelare
- Harrison Salisbury
- Harrison Schmitt
- George Harrison Shull